# Кубок Карьяла 2017
Кубок Карьяла 2017 прошёл с 8 по 12 ноября 2017 года в городе Хельсинки в Финляндии. Он являлся частью хоккейного Евротура 2017/2018. В этом году помимо традиционных участников (сборных России, Финляндии, Швеции и Чехии) в турнире также выступали команды Швейцарии и Канады. Все шесть команд были объединены в одну группу, но провели в ней только по три игры — встречи против Канады и Швейцарии не учитывались. Сборная Финляндии не проиграла ни одного матча и завоевала трофей.

## Составы сборных
Сборная Финляндии 
Вратари: Микко Коскинен (СКА), Йони Ортио («Шеллефтео»), Ээро Килпеляйнен («Эрберу»).
Защитники: Юрки Йокипакка (ХК «Сочи»), Микко Лехтонен («Таппара»), Лассе Кукконен («Кярпят»), Нико Миккола («Таппара»), Сами Лепистё («Йокерит»), Ессе Виртанен («Фэрьестад»), Миро Хейсканен (ИФК), Вилле Лаюнен («Спартак»), Миика Койвисто («Кярпят»), Атте Охтамаа («Ак Барс»).
Нападающие: Марко Анттила, Ээли Толванен, Мика Ниеми, Антти Пильстрём (все – «Йокерит»), Юлиус Юнттила («Кярпят»), Йоонас Кемппайнен, Теэму Хартикайнен (оба — «Салават Юлаев»), Яни Лаюнен («Лугано»), Сакари Маннинен («Эрберу»), Петри Контиола («Локомотив»), Мика Пюёряля («Берн»), Ярно Коскиранта (СКА), Антти Эркинюнтти («Тайгерс»), Юкка Пелтола («Таппара»), Вели-Матти Савинайнен («Югра»).
Сборная России 
Вратари: Игорь Шестёркин (СКА), Илья Сорокин (ЦСКА), Андрей Кареев («Салават Юлаев).
Защитники: Владислав Гавриков, Вячеслав Войнов, Динар Хафизуллин, Андрей Зубарев (все – СКА), Богдан Киселевич, Никита Нестеров (оба – ЦСКА), Илья Любушкин («Локомотив»), Никита Трямкин («Автомобилист»), Василий Токранов («Ак Барс»).
Нападающие: Никита Гусев, Александр Барабанов, Сергей Широков, Сергей Калинин, Сергей Плотников (все – СКА), Кирилл Капризов, Михаил Григоренко, Валерий Ничушкин, Иван Телегин, Сергей Андронов (все – ЦСКА), Владимир Ткачёв («Ак Барс»), Сергей Мозякин («Металлург» Мг), Павел Красковский («Локомотив»).
Сборная Швеции 
Вратари: Юнас Энрот («Динамо» Мн), Магнус Хелльберг («Куньлунь»), Линус Сёдерстрём (ХВ71).
Защитники: Симон Бертилссон («Брюнэс»), Стаффан Кронвалль («Локомотив»), Патрик Херсли (СКА), Юхан Франссон («Женева-Серветт»), Расмус Далин («Фрёлунда»), Эрик Густафссон, Юнас Анелёв (оба — «Авангард»), Магнус Нюгрен («Давос»), Микаэль Викстранд («Фэрьестад»).
Нападающие: Патрик Селин («Лулео»), Роберт Нильссон, Фредерик Петтерссон (оба — «Цюрих»), Юаким Линдстрём, Пэр Линдхольм, Оскар Мёллер (все — «Шеллефтео»), Деннис Эверберг, Андре Петерссон (оба — «Авангард»), Дик Аксельссон, Юхан Рюно (оба — «Фэрьестад»), Джон Норман («Йокерит»), Антон Ландер («Ак Барс»), Линус Умарк («Салават Юлаев»), Юаким Андерссон («Эребру»).
Сборная Канады 
Вратари: Джастин Питерс («Кёльн»), Бен Скривенс («Салават Юлаев»).
Защитники: Мэт Робинсон (ЦСКА), Джефф Кинрейд («Куньлунь»), Джесс Блейкер («Куньлунь»), Симон Депрё («Слован»), Максим Норо («Берн»), Крис Ли («Металлург»), Чарльз Дженовей («Лада»), Зак Уайтклауд (Университет Бемиджи) и Карл Столлери («Динамо» Р).
Нападающие: Роб Клинкхаммер («Ак Барс»), Кристиан Томас («Уилкс-Бэрри»), Мэтт Фрэттин («Барыс»), Андрю Эббет («Берн»), Дилан Сайкура (Университет Норт Истерн), Куинтон Хауден («Динамо» Мн), Мэтт Эллисон («Металлург»), Рене Бурк («Юргорден»), Жильбер Брюле («Куньлунь»), Эрик О'Делл («Сочи»), Брэндон Козун («Локомотив»), Дерек Рой («Линчёпинг»), Мэйсон Рэймонд («Берн») и Войтек Вольски («Куньлунь»).
Сборная Чехии 
Вратари: Павел Францоуз («Трактор»), Марек Мазанец («Слован»), Патрик Бартошак («Витковице»);
Защитники: Томаш Кундратек («Торпедо»), Войтех Мозик («Витязь»), Якуб Накладал («Локомотив»), Ондржей Витасек («Югра»), Владимир Рот («Оцеларжи»), Михал Моравчик («Пльзень»), Давид Немечек («Млада Болеслав»), Ладислав Шмид («Били Тигржи»), Либор Шуляк («Пеликанс»).
Нападающие: Робин Ганзл, Андрей Нестрашил (оба — «Нефтехимик»), Роман Хорак («Витязь»), Ян Коварж («Металлург» Мг), Лукаш Радил («Спартак»), Михал Ржепик («Слован»), Иржи Секач («Ак Барс»), Мартин Затевич («Комета Брно»), Михал Бирнер («Фрибург-Готтерон»), Милан Гулаш («Пльзень»), Якуб Клепиш («Млада Болеслав»), Доминик Кубалик («Пльзень»), Якуб Лев («Витковице»).
Сборная Швейцарии 
Вратари: Гиллес Сенн («Давос»), Йонас Хиллер («Биль»);
Защитники: Эрик Блум, Рамон Унтерзандер (оба — «Берн»), Йоэль Геназзи («Лозанна»), Рафаэль Диас («Цуг»), Фелисьен дю Буа, Клауди Пашоуд (оба — «Давос») Ромайн Леффель («Женева-Серветт»), Кристиан Марти («Цюрих Лайонс»), Янник Ратгеб («Фрибур-Готтерон»), Михаэль Фора («Амбри-Пиотта»), Филипп Фуррер («Лугано»).
Нападающие: Коди Алмонд («Женева-Серветт»), Андрес Амбюль, Самуэль Вальзер, Энзо Корви, Грегори Сциарони (все — «Давос»), Крис Бальтисбергер, Фабрис Герцог, Пиус Сатер, Рето Шаппи (все — «Цюрих Лайонс»), Лука Кунти, Лука Фаццини, Грегори Хофманн (все — «Лугано»), Доминик Ламмер, Рето Сури (оба — «Цуг»), Симон Мозер, Томас Рюфенахт, Гаэтан Хаас, Тристан Шервей (все — «Берн»), Венсан Праплан, Денис Холленштайн (оба — «Клотен Флайерз»).

## Турнир

### Итоговая таблица
| Сборная   | И | В | ВБ | ПБ | П | ШЗ | ШП | О |
| --------- | - | - | -- | -- | - | -- | -- | - |
| Финляндия | 3 | 3 | 0  | 0  | 0 | 10 | 6  | 9 |
| Россия    | 3 | 2 | 0  | 0  | 1 | 13 | 7  | 6 |
| Швеция    | 3 | 2 | 0  | 0  | 1 | 8  | 6  | 6 |
| Канада    | 3 | 1 | 0  | 0  | 2 | 6  | 8  | 3 |
| Чехия     | 3 | 1 | 0  | 0  | 2 | 8  | 12 | 3 |
| Швейцария | 3 | 0 | 0  | 0  | 3 | 6  | 12 | 0 |

### Матчи
| 8 ноября 2017 | Швеция | 5 : 3 (1:1, 2:2, 2:0) | Чехия | Берн Арена, Эребру Зрителей: 5500 |

| Отчёт | Отчёт | Отчёт | Отчёт | Отчёт |
| ----- | ----- | ----- | ----- | ----- |
|       |       |       |       |       |
|       |       |       |       |       |
|       |       |       |       |       |
|       |       |       |       |       |
|       |       |       |       |       |
|       |       |       |       |       |
|       |       |       |       |       |
|       |       |       |       |       |
|       |       |       |       |       |

| 8 ноября 2017 | Швейцария | 2 : 3 (0:0, 1:3, 1:0) | Канада | Тиссо-Арена, Биль Зрителей: 5476 |

| Отчёт | Отчёт | Отчёт | Отчёт | Отчёт |
| ----- | ----- | ----- | ----- | ----- |
|       |       |       |       |       |
|       |       |       |       |       |
|       |       |       |       |       |
|       |       |       |       |       |
|       |       |       |       |       |
|       |       |       |       |       |
|       |       |       |       |       |
|       |       |       |       |       |
|       |       |       |       |       |

| 9 ноября 2017 19:30 | Финляндия | 3 : 2 (1:0, 1:2, 1:0) | Россия | Хартвалл Арена, Хельсинки Зрителей: 10 680 |

| Отчёт | Отчёт                        | Отчёт                                                                        | Отчёт                         | Отчёт                           |
| --- | ---------------------------- | ---------------------------------------------------------------------------- | ----------------------------- | ------------------------------- |
| |                              |                                                                              |                               |                                 |
| | Микко Коскинен 00:00 – 00:60 | Вратари                                                                      | 00:00 – 58:35 Игорь Шестеркин | Судьи: Линус Олунд Тобиас Бьерк |
| | Голы:                        |                                                                              |                               | Судьи: Линус Олунд Тобиас Бьерк |
| Йоонас Кемппайнен (Ю.Юнттила, М.Койвисто) 01:55 Миро Хейсканен (А.Пильстрем, М.Анттила) 23:10 Атте Охтамаа (М.Анттила М) 50:52 | 1:0 2:0 2:1 2:2 3:2          | 26:41 Кирилл Капризов (Н.Гусев) 37:07 Сергей Плотников (И.Телегин, В.Войнов) |                               | Судьи: Линус Олунд Тобиас Бьерк |
| |                              |                                                                              |                               | Судьи: Линус Олунд Тобиас Бьерк |
| |                              |                                                                              |                               | Судьи: Линус Олунд Тобиас Бьерк |
| |                              |                                                                              |                               | Судьи: Линус Олунд Тобиас Бьерк |
| 31 мин | Штраф                        | 29 мин                                                                       |                               | Судьи: Линус Олунд Тобиас Бьерк |
| |                              |                                                                              |                               |                                 |
| | 17 (5+9+3)                   | Броски                                                                       | 24 (6+10+8)                   |                                 |

| 10 ноября 2017 | Чехия | 3 : 2 (2:0, 1:1, 0:1) | Швейцария | Хартвалл Арена, Хельсинки Зрителей: 1320 |

| Отчёт | Отчёт                       | Отчёт                                                                                    | Отчёт                                  | Отчёт                                                     |
| --- | --------------------------- | ---------------------------------------------------------------------------------------- | -------------------------------------- | --------------------------------------------------------- |
| |                             |                                                                                          |                                        |                                                           |
| | Марек Мазанец 00:00 - 60:00 | Вратари                                                                                  | 00:00 - 19:58, 20:00 - 57:53 Жиль Сенн | Судьи: Каукокари Хайккинен Линейные: Остерхолм Никулайнен |
| | Голы:                       |                                                                                          |                                        | Судьи: Каукокари Хайккинен Линейные: Остерхолм Никулайнен |
| Милан Гулаш (Я.Крейчик, Д.Кубалик) 02:02 Лукаш Радил (Я.Клепиш, Я.Накладал) 19:46 Доминик Кубалик (М.Гулаш) 32:52 | 1:0 2:0 2:1 3:1 3:2         | 22:50 Гаэтан Хаас (В.Праплан, Д.Холленштайн) 50:54 Андрес Амбюль (Ф.Ду Бойс, Р.Лоэффель) |                                        | Судьи: Каукокари Хайккинен Линейные: Остерхолм Никулайнен |
| |                             |                                                                                          |                                        | Судьи: Каукокари Хайккинен Линейные: Остерхолм Никулайнен |
| |                             |                                                                                          |                                        | Судьи: Каукокари Хайккинен Линейные: Остерхолм Никулайнен |
| |                             |                                                                                          |                                        | Судьи: Каукокари Хайккинен Линейные: Остерхолм Никулайнен |
| 8 (6+0+2) мин | Штраф                       | 16 (6+10+0) мин                                                                          |                                        | Судьи: Каукокари Хайккинен Линейные: Остерхолм Никулайнен |
| |                             |                                                                                          |                                        |                                                           |
| | 23 (11+6+6)                 | Броски                                                                                   | 26 (7+12+7)                            |                                                           |

| 10 ноября 2017 | Канада | 0 : 2 (0:0, 0:1, 0:1) | Швеция | Хартвалл Арена, Хельсинки Зрителей: 2132 |

| Отчёт           | Отчёт                      | Отчёт                                                                                | Отчёт                          | Отчёт                                                 |
| --------------- | -------------------------- | ------------------------------------------------------------------------------------ | ------------------------------ | ----------------------------------------------------- |
|                 |                            |                                                                                      |                                |                                                       |
|                 | Бен Скривенс 00:00 - 58:02 | Вратари                                                                              | 00:00 - 60:00 Магнус Хелльберг | Судьи: Салонен Фонселиус Линейные Суоминен Хагерстрём |
|                 | Голы:                      |                                                                                      |                                | Судьи: Салонен Фонселиус Линейные Суоминен Хагерстрём |
|                 | 0:1 0:2                    | 36:02 Пер Линдхольм (П.Херсли, Р.Далин) 51:53 Пер Линдхольм (О.Мёллер, Й.Линдстрём)) |                                | Судьи: Салонен Фонселиус Линейные Суоминен Хагерстрём |
|                 |                            |                                                                                      |                                | Судьи: Салонен Фонселиус Линейные Суоминен Хагерстрём |
|                 |                            |                                                                                      |                                | Судьи: Салонен Фонселиус Линейные Суоминен Хагерстрём |
|                 |                            |                                                                                      |                                | Судьи: Салонен Фонселиус Линейные Суоминен Хагерстрём |
| 37 (6+29+2) мин | Штраф                      | 16 (4+2+10) мин                                                                      |                                | Судьи: Салонен Фонселиус Линейные Суоминен Хагерстрём |
|                 |                            |                                                                                      |                                |                                                       |
|                 | 19 (8+9+2)                 | Броски                                                                               | 35 (9+8+18)                    |                                                       |

| 11 ноября 2017 14:30 | Швейцария | 2 : 6 (2:1, 0:0, 0:5) | Россия | Хартвалл Арена, Хельсинки Зрителей: 2713 |

| Отчёт                                                                                      | Отчёт                           | Отчёт | Отчёт                      | Отчёт                               |
| ------------------------------------------------------------------------------------------ | ------------------------------- | --- | -------------------------- | ----------------------------------- |
|                                                                                            |                                 | |                            |                                     |
|                                                                                            | Йонас Хиллер 00:00 - 60:00      | Вратари | 00:00 - 60:00 Илья Сорокин | Судьи: Ансси Салонен Алекси Рантала |
|                                                                                            | Голы:                           | |                            | Судьи: Ансси Салонен Алекси Рантала |
| Симон Мозер (бол.) (Ф.Дю Буа, А.Амбюль) 14:49 Венсан Праплан (бол.) (Г.Хас, Р.Шеппи) 19:34 | 0:1 1:1 2:1 2:2 2:3 2:4 2:5 2:6 | 04:19 (бол.) Максим Шалунов (Н.Гусев, Н.Нестеров) 46:04 Сергей Калинин (М.Григоренко, П.Красковский) 46:45 Никита Нестеров (Н.Гусев, Д.Хафизуллин) 50:01 Валерий Ничушкин (С.Мозякин, Б.Киселевич) 51:08 Михаил Григоренко (П.Красковский, В.Токранов) 59:47 Владимир Ткачев (С.Мозякин, М.Григоренко) |                            | Судьи: Ансси Салонен Алекси Рантала |
|                                                                                            |                                 | |                            | Судьи: Ансси Салонен Алекси Рантала |
|                                                                                            |                                 | |                            | Судьи: Ансси Салонен Алекси Рантала |
|                                                                                            |                                 | |                            | Судьи: Ансси Салонен Алекси Рантала |
| 12 мин                                                                                     | Штраф                           | 33 мин |                            | Судьи: Ансси Салонен Алекси Рантала |
|                                                                                            |                                 | |                            |                                     |
|                                                                                            | 31 (10+14+7)                    | Броски | 34 (14+8+12)               |                                     |

| 11 ноября 2017 | Финляндия | 3 : 1 (1:0, 2:1, 0:0) | Швеция | Хартвалл Арена Хельсинки Зрителей: 13 085 |

| Отчёт | Отчёт                        | Отчёт                                                  | Отчёт                                                   | Отчёт                                                           |
| --- | ---------------------------- | ------------------------------------------------------ | ------------------------------------------------------- | --------------------------------------------------------------- |
| |                              |                                                        |                                                         |                                                                 |
| | Микко Коскинен 00:00 – 00:60 | Вратари                                                | 00:00 - 31:19 Магнус Хелльберг 31:19 - 58:27 Юнас Энрот | Судьи: Робин Сир Рене Градил Линейные Ханну Сормунен Генри Нева |
| | Голы:                        |                                                        |                                                         | Судьи: Робин Сир Рене Градил Линейные Ханну Сормунен Генри Нева |
| Ээли Толванен (П.Контиола) 03:20 Юкка Пелтола (Э.Толванен) 20:50 Сакари Маннинен (Я. Лаюнен, М.Пюёряля) 30:59 | 1:0 2:0 3:0 3:1              | 31:19 Фредерик Петтерссон (Э. Густафссон, Р. Нильссон) |                                                         | Судьи: Робин Сир Рене Градил Линейные Ханну Сормунен Генри Нева |
| |                              |                                                        |                                                         | Судьи: Робин Сир Рене Градил Линейные Ханну Сормунен Генри Нева |
| |                              |                                                        |                                                         | Судьи: Робин Сир Рене Градил Линейные Ханну Сормунен Генри Нева |
| |                              |                                                        |                                                         | Судьи: Робин Сир Рене Градил Линейные Ханну Сормунен Генри Нева |
| 8 (2+4+2) мин                                                                                                 | Штраф                        | 6 (4+0+2) мин                                          |                                                         | Судьи: Робин Сир Рене Градил Линейные Ханну Сормунен Генри Нева |
| |                              |                                                        |                                                         |                                                                 |
| | 24 (5+11+8)                  | Броски                                                 | 22 (4+12+6)                                             |                                                                 |

| 12 ноября 2017 | Россия | 5 : 2 (2:0, 2:1, 1:1) | Чехия | Хартвалл Арена Хельсинки Зрителей: 3143 |

| Отчёт | Отчёт                       | Отчёт                                                                                   | Отчёт                       | Отчёт                           |
| --- | --------------------------- | --------------------------------------------------------------------------------------- | --------------------------- | ------------------------------- |
| |                             |                                                                                         |                             |                                 |
| | Илья Сорокин 00:00 - 60:00  | Вратари                                                                                 | 00:00 - 60:00 Марек Мазанец | Судьи: Алекси Рантала Фонселиус |
| | Голы:                       |                                                                                         |                             | Судьи: Алекси Рантала Фонселиус |
| Михаил Григоренко (Токранов), 4:23 Михаил Григоренко (С. Калинин), 11:10 Кирилл Капризов (Н. Гусев, Н. Нестеров), (бол.) 23:40 Михаил Григоренко (Красковский), 33:06 Динар Хафизуллин (С. Мозякин, В. Ткачев), 55:36 | 1:0 2:0 3:0 3:1 4:1 5:1 5:2 | 30:36 (бол) Доминик Кубалик (Я. Коварж, М. Ржепик) 59:52 (бол) Якуб Клепиш (Я. Коварж), |                             | Судьи: Алекси Рантала Фонселиус |
| |                             |                                                                                         |                             | Судьи: Алекси Рантала Фонселиус |
| |                             |                                                                                         |                             | Судьи: Алекси Рантала Фонселиус |
| |                             |                                                                                         |                             | Судьи: Алекси Рантала Фонселиус |
| 6 мин | Штраф                       | 18 мин                                                                                  |                             | Судьи: Алекси Рантала Фонселиус |
| |                             |                                                                                         |                             |                                 |
| | 30 (7+12+11)                | Броски                                                                                  | 26 (7+7+12)                 |                                 |

| 12 ноября 2017 | Финляндия | 4 : 3 (1:1, 1:1, 2:1) | Канада | Хартвалл Арена, Хельсинки Зрителей: 13 037 |

| Отчёт | Отчёт                         | Отчёт                                                                                         | Отчёт                                   | Отчёт                                |
| --- | ----------------------------- | --------------------------------------------------------------------------------------------- | --------------------------------------- | ------------------------------------ |
| |                               |                                                                                               |                                         |                                      |
| | Эро Килпелайнен - 00:00-60:00 | Вратари                                                                                       | 57:55-59:20, 59:27-60:00 - Бен Скривенс | Судьи: Сир, Градил Ниттиля, Ниеминен |
| | Голы:                         |                                                                                               |                                         | Судьи: Сир, Градил Ниттиля, Ниеминен |
| Сакари Маннинен (М.Пьёрала, Й.Виртанен) 12:19 Сами Лепистё (М.Пьёрала) 39:54 Миро Хейсканен (Й.Лаюнен, А.Эркинюнтти) 42:48 Ээли Толванен (С.Лепистё,М.Пьёрала) 52:36 | 0:1 1:1 1:2 2:2 3:2 3:3 4:3   | 02:22 Жильбер Брюле (М.Эллисон, В.Вольски) 29:36 Максим Норё (Т.Пюрселл) 46:25 Кристиан Томас |                                         | Судьи: Сир, Градил Ниттиля, Ниеминен |
| |                               |                                                                                               |                                         | Судьи: Сир, Градил Ниттиля, Ниеминен |
| |                               |                                                                                               |                                         | Судьи: Сир, Градил Ниттиля, Ниеминен |
| |                               |                                                                                               |                                         | Судьи: Сир, Градил Ниттиля, Ниеминен |
| 8 (2+4+2) мин | Штраф                         | 12 (2+6+4) мин                                                                                |                                         | Судьи: Сир, Градил Ниттиля, Ниеминен |
| |                               |                                                                                               |                                         |                                      |
| | 30 (14+7+9)                   | Броски                                                                                        | 28 (10+7+11)                            |                                      |

## Индивидуальные награды
Лучшие игроки:
| Позиция    | Игрок             | Команда   |
| ---------- | ----------------- | --------- |
| Вратарь    | Микко Коскинен    | Финляндия |
| Защитник   | Якуб Накладал     | Чехия     |
| Нападающий | Михаил Григоренко | Россия    |

## Победитель
| Победитель Кубка Карьяла 2017 |
| Финляндия                     |